# KittiB
Kim Bo-mi (coreano: 김보미), conocida por su nombre artístico, KittiB (키디비), es una artista de hip hop surcoreana de la agencia Brand New Music. Fue la primera finalista de la competencia Unpretty Rapstar 2.

## Carrera
Debutó en 2012 con el sencillo, "I'm Her," que contó con el cantante de R&B Zion.T. En 2015, ella participó en la competencia de rap Unpretty Rapstar 2, donde ocupó el segundo lugar. Después del programa final, firmó contrato con Brand New Music. En abril de 2016 participó como productora del concurso de rap de JTBC, Tribe of Hip Hop, que unía raperos con celebridades para enseñarles hip-hop.

## Discografía

### Sencillos

#### Como artista principal
| Título                           | Año  | Posiciones | Ventas        | Álbum              |
| Título                           | Año  | KOR        | Ventas        | Álbum              |
| -------------------------------- | ---- | ---------- | ------------- | ------------------ |
| "I'm Her" (feat. Zion.T)         | 2013 | —          |               |                    |
| "Wake Me Up"                     | 2013 | —          |               |                    |
| "Leopard Gun"                    | 2013 | —          |               |                    |
| "Must Be Nice"                   | 2014 | —          |               |                    |
| "Back To Basic"                  | 2015 | —          |               |                    |
| "Don't Stop"                     | 2015 | 17         | KOR: 155,244+ | Unpretty Rapstar 2 |
| "Chaos"                          | 2015 | 63         | KOR: 46,276+  | Unpretty Rapstar 2 |
| "Ronda Rousey Flow"              | 2015 | —          |               | Unpretty Rapstar 2 |
| "Doin' Good" (feat. Verbal Jint) | 2016 | —          |               |                    |
| "Nobody's Perfect"               | 2016 | —          |               |                    |

#### Como artista invitada
| Título                     | Año  | Artista(s)                                        |
| -------------------------- | ---- | ------------------------------------------------- |
| Belief                     | 2012 | Nieah                                             |
| Scream At Me               | 2012 | Donut Man                                         |
| Kiss My Ass                | 2013 | Viann                                             |
| Hooted                     | 2014 | Royal Class                                       |
| Oh Nice                    | 2014 | Roydo                                             |
| Fetish                     | 2015 | Minje                                             |
| Good Night                 | 2015 | mNine                                             |
| Must Be Nice ( Remix )     | 2015 | KittiB, Chacoal, Domo (rapero), SIMS, & Ill Chang |
| 너 뿐이고                  | 2015 | Hyun Woo                                          |
| 비 개인 후 비 (After Rain) | 2016 | As One                                            |
| Sse Sse Sse                | 2016 | Yezi                                              |